# Saison 2 de Columbo
 (juillet 2023).
- Si vous ne connaissez pas le sujet, laissez ce bandeau (vous pouvez alors contacter les auteurs).
- Si vous supprimez le contenu mis en cause (vous pouvez préalablement contacter les auteurs),

argumentez précisément cette suppression dans la page de discussion
(un manque de référence n'est pas un argument ; une recherche réelle de référence doit avoir été effectuée, être formellement documentée).
Chronologie
Saison 1 Saison 3
La saison 2 de la série télévisée Columbo comporte huit épisodes diffusés de septembre 1972 à mars 1973.

## Épisode 1:Symphonie en noir
- États-Unis : NBC, 17 septembre 1972
- France : 1re Chaîne ORTF, 9 février 1973

Nicholas Colasanto, John Cassavetes (non crédité), Peter Falk (non crédité)
- Photographie : Harry L. Wolf (crédité Harry Wolf)
- Musique : Dick De Benedictis (et Henry Mancini pour le thème Sunday Mystery)
- Durée : 70 minutes (version française lors des diffusions à la télévision) ; 92 minutes (version US et version française en DVD)

- John Cassavetes (VF : Jacques Thébault) : Alex Benedict
- Anjanette Comer (VF : Michèle Montel) : Jennifer Welles
- Blythe Danner (VF : Jeanine Freson) : Janice Benedict
- Michael Fox (VF : Jean-Henri Chambois) : Dr Benson
- Don Knight (VF : Claude Joseph) : Mike Alexander
- Myrna Loy (VF : Paule Emanuele) : Lizzy Fielding
- James McEachin (VF : Jean-François Laley) : Billy
- James Olson (VF : Roland Ménard) : Paul Rifkin
- Dawn Frame : Audrey
- George Gaynes : Everett
- Charles Macaulay : Durkee
- Lou Nova : officier Meyer
- David Renard : Carlos
- Wallace Chadwell (VF : Albert Augier) : le directeur TV
- Pat Morita : le majordome

- La mise en scène du meurtre :

Alex Benedict, le maestro de l'Orchestre philharmonique de Los Angeles doit diriger le soir même un concert en plein air. Le lieu est particulièrement prestigieux. C'est le Hollywood Bowl, grande scène en plein-air utilisée aux beaux jours. Le récital va être diffusé en direct à la télévision avec l'orchestre au complet. Benedict se montre très tatillon et irascible durant ses vérifications techniques tout l'après-midi même. Il se rend ensuite dans sa loge et prétexte une sieste à faire pour qu'on ne le dérange pas. Il sort alors discrètement et se rend chez Jenifer Welles, pianiste de l'orchestre qui est aussi sa maîtresse. Pour ce faire, il récupère sa voiture en entrant par effraction dans un garage automobile non loin de là, où il l'avait laissée pour révision. Jenifer Welles désire vivre leur liaison au grand jour : elle est enceinte de lui. Mais le maestro vit des rentes de sa richissime femme et ne souhaite pas du tout qu'un divorce, surtout à ses torts, puisse remette en question cette facilité. Il préfère donc assassiner sa maîtresse. Benedict assomme violemment Jenifer avec un cendrier recouvert d'un tissu alors qu'elle joue au piano en lui tournant le dos. Il ouvre ensuite les vannes de la gazinière afin que son décès apparaisse comme un suicide par intoxication. Il insère enfin dans une machine à écrire, posée sur la table, un papier à en-tête au nom de la victime, avec un texte déjà tapé par lui-même, suggérant clairement un état dépressif et une volonté de mettre fin à sa vie. Benedict retourne dans sa loge après avoir ramené son véhicule au garage. Le maestro simule une grosse colère devant son épouse et le régisseur lorsqu'on remarque l'absence de la pianiste, et que celle-ci reste injoignable alors que le concert est imminent. Puis Benedict se rend compte pendant le concert même qu'un bouton d'œillet rose (qu'il a l'habitude de porter par coquetterie à sa boutonnière) est manquant sur sa veste. Il se souvient alors l'avoir eu sur lui en allant voir Jenifer. La fleur est donc restée sur les lieux du crime ou aux abords. Il y retourne donc après le concert pour essayer de récupérer cet indice et le détruire.
- L’enquête de Columbo :

- Première apparition du chien de Columbo, un Basset hound fraîchement recueilli après avoir été abandonné par ses premiers maîtres. Columbo évalue son âge à environ 12 ans et lui cherche désespérément un nom, son vétérinaire pensant à celui de "Fido".
- Columbo prétend ici ne pas comprendre l'Italien qu'il parle pourtant dans d'autres épisodes. Lorsqu'il demande à l'épouse du meurtier ce que signifie Quasi una fantasia, elle lui répond : Comme une fantaisie tandis que la traduction serait plutôt Presque une fantaisie.
- Une petite fille, voisine de la victime, aidera beaucoup Columbo à élucider le mystère. Il est plutôt rare que des enfants aient un rôle important dans la série.
- L'épisode est plus long que d'habitude (1h32), en raison du souhait de NBC de profiter des audiences réalisées par la série et de rajouter une coupure publicitaire. Il a toutefois été tourné dans une version courte (diffusée au Canada) puis plusieurs scènes ont été rajoutées quelques semaines plus tard pour l'étoffer, notamment la scène où Columbo rend visite à Benedict, discute du prix de sa villa et de ses meubles, demande un autographe pour sa femme, et ne pose aucune question relative à l'enquête. On peut d'ailleurs remarquer que John Cassavetes a des cheveux beaucoup plus courts que dans ses autres scènes. Les autres épisodes plus longs dans la série ont été écrits d'emblée pour ce format étendu.
- C'est la version courte de l'épisode qui a été retenue pour la diffusion française. Aussi, un certain nombre de répliques de la version initiale n'ont jamais été doublées, d’où des passages en langue anglaise dans la version française en DVD. L'épisode a récemment fait l'objet d'un nouveau doublage, notamment en vue d'éviter cette alternance entre VF et VO. Mais seules les scènes initialement coupées ont été réenregistrées, donnant donc une nouvelle VF qui alterne entre le premier et le second doublage.
- À noter également dans cet épisode un léger faux raccord au moment où Alex Benedict et sa femme discutent sur le canapé. Il lui caresse l'arrière de la tête (32 min 50 s) puis, dans le plan suivant (32 min 51 s), il la tient par le bras.
- L'œuvre interprétée au piano par la victime juste avant son meurtre est l'étude op. 25, n° 1 en la bémol majeur composée par Frédéric Chopin.
- L'œuvre interprétée sur scène par l'orchestre dirigé par John Cassavetes est quant à elle le quatrième mouvement de la Sérénade n°13 en sol majeur « Une petite musique de nuit » composée par Wolfgang Amadeus Mozart.
- Columbo joue sur le piano du maestro une musiquette de débutant : Chopsticks. On retrouve cette musique, jouée par Tom Ewell et Marilyn Monroe dans Sept Ans de réflexion (The Seven Year Itch) et par Tom Hanks dans Big.
- L'œuvre interprétée sur scène par l'orchestre dirigé par Alex Benedict après le meurtre est quant à elle le 4e mouvement de la 6e symphonie « Pastorale » composée par Ludwig van Beethoven.
- Le décor du club de jazz (visible à 1 h 5 min 50 s) dans lequel joue James Olson (Paul Rifkin), trompettiste, sera réutilisé comme étant les réserves du musée de Mme Tussaud lors de l'épisode 4 de la saison 2 (visible à 1 h 12 min 55 s). Lieu reconnaissable à son escalier en colimaçon et à sa verrière octogonale jaune.
- Blythe Danner, qui interprète le rôle de Janice Benedict, laisse apparaitre un ventre arrondi, signe qu'elle est enceinte de la future actrice Gwyneth Paltrow, née le 27 septembre 1972.

## Épisode 2:Dites-le avec des fleurs
- États-Unis : NBC, 15 octobre 1972
- France : 1re Chaîne ORTF, 16 février 1973

Boris Sagal
- Photographie : Harry L. Wolf (crédité Harry Wolf)
- Musique : Oliver Nelson (et Henry Mancini pour le thème Sunday Mystery)
- Durée : 70 minutes

- Ray Milland (Jarvis Goodland) (VF : Jean-Henri Chambois)
- Bob Dishy (sergent Frederic Wilson) (VF : Albert Augier)
- Sandra Smith (Cathy Goodland) (VF : Michèle Montel)
- Bradford Dillman (Tony Goodland) (VF : Bernard Murat)
- William Smith (Ken Nichols) (VF : Denis Savignat)
- Arlene Martel (Gloria West) (VF : Francine Lainé)
- Robert Karnes (Grover) (VF : Jacques Ferrière)
- Milton Frome (conducteur)
- Peggy Mondo (femme)
- Richard Annis (officier de police)
- Larry Watson (opérateur téléphone)

Jarvis Goodland, avocat de renom, monte avec l'aide de son neveu Tony une escroquerie pour encaisser une somme importante (500 000 $), bloquée sur un compte familial, dit de tutelle. Il est entendu qu'ils feront parts égales. Tony aime profondément sa femme Cathy (en dépit de ses diverses infidélités qu'elle croit parvenir à lui cacher) et il aura ainsi les moyens de « dédommager » son amant du moment avec lequel il a pris contact discrètement. Ce dernier est un bellâtre intéressé et vénal. Une partie de la somme est pour lui afin qu'il la quitte pour de bon sans histoires.
Pour que la banque puisse libérer les fonds, Jarvis fait croire avoir reçu un avis de ravisseurs concernant l'enlèvement de Tony, assorti d'une demande de rançon. 
La Jaguar décapotable de Tony est ainsi retrouvée disloquée au fond d'un ravin avec le pare-brise percé d'une balle tandis qu'une demande de rançon est adressée à sa femme. Celle-ci avertit la police et Columbo est chargé de l'affaire, encombré du sergent Wilson, un jeune policier ambitieux qui estime que les méthodes de travail de Columbo sont passéistes et qui rêve de faire ses preuves à cette occasion. 
Jarvis fera l'intermédiaire entre les prétendus ravisseurs et la banque avec, non loin, Columbo et ses coéquipiers qui enquêtent sur l'enlèvement. Comme preuve de la remise des fonds aux ravisseurs, Tony, grimé en malfaiteur, recevra la mallette des fonds dans un terrain vague. Tout cela se produit sous les yeux des policiers qui surveillent l'opération sans intervenir directement pour ne pas mettre en danger la vie de l'otage.
La rançon encaissée, Tony et Jarvis se retrouvent en un lieu isolé pour se partager le butin. Mais, là, Jarvis abat froidement son neveu pour conserver tout le magot pour lui. La balle retrouvée sur le cadavre de Tony a été tirée par la même arme que celle retrouvée fichée dans sa voiture.
Jarvis sème des indices pour orienter les soupçons sur Cathy qu'il déteste prodigieusement. Alors que l'on retrouve l'arme du crime cachée chez elle par Jarvis, Cathy se retrouve ainsi en fâcheuse posture face au sergent Wilson qui tombe dans le panneau tendu par l'assassin.
- C'est la première fois que le lieutenant est présent dans l'histoire pour autre chose qu'un meurtre : un rapt et une demande de rançon.
- Une jeune femme assez intelligente pour comprendre une partie de la machination, manque de se faire tuer par l'assassin qui craint qu'elle lui décrit les faits pour lui soutirer de l'argent. Cette femme cherche seulement à obtenir une récompense de la police, ce qui lui sauvera la vie sans même qu'elle en ait conscience.
- Columbo est secondé par le sergent Wilson dont les méthodes et le tempérament sont à l'opposé de ceux du lieutenant. Le sergent Wilson apparaît également dans l'épisode "Tout n'est qu'illusion", saison 5, épisode 5.
- La chute de Columbo dans les broussailles lorsqu'il descend la pente n'était pas prévue dans le script ; elle a été retenue pour l'épisode.
- Les projecteurs avant du véhicule accidenté sont cerclés d'un ruban grossièrement fixé ressemblant à de l'aluminium et cela laisse à penser qu'il s'agit bien d'une épave (12:02). De plus, on voit que la carcasse ne comporte pas de mécanique, ni de radiateur de refroidissement, que le passage de roue à l'avant gauche vient d'être repeint en jaune et qu'enfin, les 4 pneus sont complètement lisses.
- William Smith fait une petite apparition, trois ans avant qu'il n'incarne l'inquiétant Falconetti dans les séries Le Riche et le Pauvre et Les Héritiers.
- La version française diffère de la version originale : dans la VO, ainsi qu'on l'entend et qu'on le voit écrit sur une enveloppe, le nom de famille de Jarvis et Tony est Goodland, dans la VF le nom a été changé en Goodlyn. Dans la VO, la rançon demandée est de 300 000 $, traduits en 500 000 $ dans la VF.

## Épisode 3:Le Grain de sable
- États-Unis : NBC, 5 novembre 1972
- France : 1re Chaîne ORTF, 23 février 1973

Jeremy Kagan
- Photographie : Harry L. Wolf (crédité Harry Wolf)
- Musique : Dick De Benedictis (et Henry Mancini pour le thème Sunday Mystery)
- Durée : 70 minutes

- Robert Culp (Paul Hanlon) (VF : Jacques Thébault)
- Dean Jagger (Walter Cunnell) (VF : Jean-Henri Chambois)
- James Gregory (coach Charlie Rizzo) (VF : Claude Bertrand)
- Valerie Harper (Eva Babcock) (VF : Perrette Pradier)
- Susan Howard (Shirley Wagner, la femme d'Eric) (VF : Jeanine Freson)
- Dean Stockwell (Eric Wagner) (VF : Daniel Gall)
- Val Avery (Ralph Dobbs) (VF : Philippe Dumat)
- Kathryn Kelly Wiget (Miss Johnson) (VF : Évelyn Séléna)
- Richard Stahl (Mr. Fremont) (VF : René Bériard)
- Don Keefer (Deputy Coroner)
- Cliff Carnell (Sergent Clement) (VF : Denis Savignat)
- Joe Renteria (Box Attendant Jimmy) (VF : Dominique Collignon-Maurin)
- Ivan Naranjo (Sgt. Hernandez)

Gestionnaire d'une équipe de football américain, Paul Hanlon est en conflit avec le propriétaire, Eric Wagner, fils à papa bien davantage porté sur les femmes et la vie facile sans travail plutôt que sur la gestion de l'héritage de l'équipe de son père. 
Hanlon est censé travailler pendant les matchs, et c'est pendant l'un d'eux qu'il décide d'assassiner Wagner afin de se forger un alibi imbattable. 
Pour faire croire qu'il est resté en permanence dans la cabine centrale du Los Angeles Memorial Coliseum, il prend soin de passer un coup de téléphone immédiatement avant le crime depuis une cabine téléphonique non loin de la villa de Wagner, avec en bruit de fond la retransmission du match qui est audible via un transistor. Il sait en effet que la ligne de Wagner a été mise sur écoute par l'avocat de celui-ci.
Ensuite, il va retrouver Wagner dans sa villa. Il lui assène un coup violent à la tête à l'aide d'un bloc de glace alors que le jeune homme sort de la piscine puis il jette le morceau de glace dans l'eau, faisant ainsi disparaître l'arme du crime. Enfin, pour effacer toute trace de pas, il arrose au jet d'eau le carrelage autour de la piscine.
Aussitôt dépêché sur les lieux, Columbo soupçonne un meurtre quand il constate que l'eau abondamment présente sur le carrelage n'est pas chlorée.
Rien ne vient étayer l'alibi d'Hanlon jusqu'à ce que Columbo découvre que le téléphone de la victime avait été mis sur écoute par un détective privé. Ces enregistrements apportent la preuve que Hanlon a bien téléphoné pendant le match. 
- On retrouve Robert Culp dans le rôle de l'assassin, qu'il avait déjà tenu dans l'épisode 2 de la saison 1 Faux témoin (Death Lends a Hand). Ce dernier est bien connu pour le rôle de Kelly Robinson dans  I Spy (1965) où il partageait la vedette avec Bill Cosby (Alexander Scott).
- La victime Eric Wagner est interprétée par Dean Stockwell, grand comédien de cinéma, qu'on retrouve également dans l'épisode "Eaux troubles" en 1975 dans le rôle de Lloyd Harrington que l'assassin tente de faire passer pour l'auteur de son crime et qui jouera plus tard dans Code Quantum (Quantum Leap, 1989).
- La femme de la victime, Shirley Wagner, est interprétée par Susan Howard, qui jouera plus tard le rôle de Donna Culver Krebs dans la série Dallas (série télévisée, 1978).
- À la 34e minute, on assiste au déploiement des trains d'atterrissage d'un B-52 (bombardier de l'USAF), pour figurer l'atterrissage d'un avion civil sur l'aéroport international de Los Angeles. Mauvaise utilisation d'image d'archives. Le Theme Building apparaît pour la première fois dans un épisode de Columbo.
- L'épisode a été monté dans une version raccourcie pour la diffusion française, car un très court passage dans la version initiale n'a jamais été doublé (entre 16 min 48 s et 16 min 56 s).
- À noter également dans cet épisode un faux raccord au moment où la secrétaire parle à l'avocat Walter Cunnell. La secrétaire tient dans sa main gauche un combiné téléphonique (30 min 59 s). Or, dans le plan suivant (31 min 03 s), elle tient ses lunettes et on voit clairement le téléphone raccroché un peu plus tard (31 min 09 s).
- La musique jouée dans la séquence citée précédemment correspond à l'œuvre interprétée sur scène par l'orchestre dirigé par John Cassavetes, dans l'épisode 1 de la saison 2, Symphonie en noir / Étude in Black. Quatrième mouvement de la Sérénade n°13 en sol majeur « Une petite musique de nuit » composée par Wolfgang Amadeus Mozart.

## Épisode 4:SOS Scotland Yard
- États-Unis : NBC, 26 novembre 1972
- France : 1re Chaîne ORTF, 2 mars 1973

Richard Quine
- Photographie : Geoffrey Unsworth et Harry L. Wolf (crédité Harry Wolf)
- Musique : Dick De Benedictis (et Henry Mancini pour le thème Sunday Mystery)
- Durée : 93 minutes

- Richard Basehart (Nicholas Frame) (VF : Jacques Deschamps)
- Wilfrid Hyde-White (Tanner) (VF : Georges Riquier)
- Bernard Fox (superintendant William Durk) (VF : Claude Bertrand)
- John Williams (Sir Roger Haversham) (VF : Jean-Henri Chambois)
- Honor Blackman (Lilian Stanhope) (VF : Jacqueline Porel)
- Arthur Malet (Joe Fenwick) (VF : Philippe Dumat)
- John Fraser (Sgt. O'Keefe) (VF : Marc de Georgi)
- Harvey Jason (Directeur) (VF : Jacques Bernard)
- Peter Church (Policier)
- Veronica Anderson (Servante)
- Gerald S. Peters (Inspecteur Smythe) (VF : Jean Berger)
- Sharon Johansen (Miss Dudley)
- John Orchard (Policier)
- Ronald Long (Mr. Jones)
- Walker Edmiston (Jardinier)
- Hedley Mattingly (Douanes)
- Fran Ryan (une voyageuse à l’aéroport) (VF : Lita Recio)

À Londres, Nicholas Frame et sa femme Lillian Stanhope, deux comédiens de théâtre, répètent Macbeth. C'est en séduisant le producteur Sir Roger Haversham que Lillian, avec la complicité de son mari, a conduit le Britannique à monter la pièce. Lorsque ce dernier s'en rend compte, il veut tout arrêter, mais dans la dispute qui s'ensuit, il prend un mauvais coup et meurt.
Les époux décident de maquiller cet homicide en accident de chute d'escalier au domicile de la victime. Columbo, en visite à Scotland Yard pour des échanges de méthodes policières, s'intéresse à l'affaire. Ses insinuations poussent le  superintendant Durk (détective en chef) à demander une autopsie qui confirme qu'il y a eu meurtre. Des détails comme des taches de pluie sur la voiture et l'attitude mélodramatique des époux poussent le lieutenant sur la piste des deux comédiens, mais il ne trouve aucun élément concret. 
- Un épisode singulier qui se passe à Londres. Presque tous les clichés et clins d'œil possibles sont réunis : Big Ben, la relève de la garde, Tower Bridge, Scotland Yard. Quelques scènes mettent en relief des accents et choix des mots britanniques ou londoniens, au point que dans l'une d'elles, Columbo ne comprend pas ce qui se dit. Certains éléments font même partie intégrante du scénario : le parapluie typique londonien, Shakespeare, un majordome, et le musée de cire Madame Tussauds. Le détective en chef superintendant Durk est joué par Bernard Fox qu'on retrouve dans l'épisode "Eaux troubles" en 1975 dans le rôle de Preston Watkins, dont on se souvient des apparitions dans les séries Ma sorcière bien-aimée (le Dr Bombay) et Papa Schultz (le colonel Crittendon).
- Lillian Stanhope est interprétée par Honor Blackman, qui était Cathy Gale dans Chapeau melon et bottes de cuir de 1962 à 1964. La scène où elle boit du champagne dans le lit rappelle bien sûr son partenaire John Steed (Patrick Macnee) dans cette série. Son rôle de Pussy Galore, la James Bond girl dans le film Goldfinger est sans doute le film le plus notable de sa carrière.
- Le superintendant Durk (Bernard Fox) sera mentionné dans l'épisode Tout finit par se savoir.
- On peut noter le caméo de Fran Ryan, elle incarne la dame que Columbo bouscule lors de la fouille des bagages.
- Le décor des réserves du musée de Madame Tussaud (visible à 1 h 12 min 55s) correspond au club de jazz (visible à 1 h 5 min 50 s) dans lequel joue James Olson (Paul Rifkin), trompettiste dans l'épisode 1 de la saison 2, lieu reconnaissable à son escalier en colimaçon et à sa verrière jaune octogonale.
- À noter également dans cet épisode un faux raccord. Lorsque le responsable du musée de Madame Tussaud ouvre le parapluie, on voit un très court instant une perle tomber au sol (1 h 28 min 30 s). Or, les plans suivants montrent en gros plan cette perle glisser lentement sur la toile du parapluie.
- On remarque des flancs blancs sur les pneus de la Jaguar du superintendant au départ de Scotland Yard mais ils ont disparu à l'arrivée au domicile du défunt

## Épisode 5:Requiem pour une star
- États-Unis : NBC, 21 janvier 1973
- France : 1re Chaîne ORTF, 9 mars 1973

Richard Quine
- Photographie : Harry L. Wolf (crédité Harry Wolf)
- Musique : Dick De Benedictis, Oliver Nelson (et Henry Mancini pour le thème Sunday Mystery)
- Durée : 73 minutes

- Anne Baxter (Nora Chandler) (VF : Claire Guibert)
- Mel Ferrer (Jerry Parks) (VF : Jacques Thébault)
- Kevin McCarthy (Dr. Frank Simmons) (VF : Roger Rudel)
- Frank Converse (Mr. Fallon) (VF : Daniel Gall)
- Pippa Scott (Jean Davis) (VF : Nicole Favart)
- Edith Head (Elle-même) (VF : Ginette Franck)
- John Archer (Paul)
- Sid Miller (Directeur)
- William Bryant (Sgt. Jeffries)
- Robert E. Meredith (Joe)
- Bart Burns (Sgt. Fields)

Nora Chandler est une actrice sur le déclin et la veuve d’un magnat d'Hollywood. Jalouse et aigrie, elle surprend secrètement sa secrétaire Jean flirtant avec Jerry Parks, un journaliste à scandales. 
Lorsque Nora tente d'intimider ce dernier, il lui répond qu'il est au courant de certains détournements de fonds et menace de tout révéler. 
Par la douceur, Nora convainc Jean de s'occuper d'un certain nombre de courses, sachant que cela contrecarre ses plans qui sont de passer avec Jerry sa soirée d'anniversaire. 
Jean rencontre cependant Jerry en secret, suivie par Nora. Puis Nora piège la maison de Jerry avec de l'essence, qu'elle enflamme lorsque la voiture de Jerry arrive. 
Mais on apprend le lendemain que c'était Jean et non Jerry qui était dans la voiture. 
- La structure de cet épisode diffère de la formule habituelle. Ce n'est que tardivement que l'on apprend qui était vraiment la personne visée par le meurtre (Jean ou Jerry), et également le vrai mobile.
- À noter une particularité de cet épisode : le tandem meurtrier/victime est féminin. Cela se reproduira une fois, dans l'épisode Adorable mais dangereuse (lors du second assassinat).
- À noter également dans cet épisode un faux raccord. Un assistant prend une bouteille isotherme dans un placard pour apporter un petit remontant à Nora Chandler et referme la porte (39 min 11 s). Or, quelques instants plus tard, il remet la bouteille dans le placard déjà ouvert et referme à nouveau la porte (39 min 32 s).
- Pour les besoins de son enquête, Columbo se rend à plusieurs reprises sur le plateau où Nora Chandler tourne un film. Il lui avoue que depuis 14 ans qu'il est à Los Angeles, c'est la première fois qu'il va dans un studio de cinéma. Or, dès le téléfilm précédant la série, intitulé Inculpé de meurtre, le lieutenant se rend dans le studio où tourne l'actrice Joan Hudson (interprétée par Katherine Justice), qu'il soupçonne de complicité de meurtre. Au-delà de l'incohérence, cela nous renseigne sur le fait que le lieutenant n'est pas originaire de Los Angeles et qu'il y est arrivé vers 1959.
- Aux alentours de la 28e minute une grosse erreur de traduction : Jerry Parks reçoit un coup de téléphone et quelques instants plus tard, Columbo affirme « Je vous parie que c'est une femme qui vient de téléphoner ». Il semble ne pas avoir grand mérite vu que Jerry vient de répondre dans la VF « Je suis désolé madame mais vous avez dû faire un faux numéro ». En fait en VO il demande juste à son interlocuteur de recomposer le bon numéro de téléphone.
- Au gardien de l'entrée du studio de cinéma qui lui conseille d'acheter une nouvelle voiture, Columbo répond qu'il en possède déjà une autre mais que c'est sa femme qui l'utilise, sa Peugeot lui suffisant pour ce qu'il a à faire.

## Épisode 6:Le Spécialiste
- États-Unis : NBC, 11 février 1973
- France : 1re Chaîne ORTF, 16 mars 1973

Hy Averback
- Photographie : Harry L. Wolf (crédité Harry Wolf)
- Musique : Billy Goldenberg (et Henry Mancini pour le thème Sunday Mystery)
- Durée : 73 minutes

- Leonard Nimoy (Dr. Barry Mayfield) (VF : Roger Rudel)
- Anne Francis (Sharon Martin) (VF : Nicole Favart)
- Will Geer (Dr. Edmund Hidemann) (VF : Jean-Henri Chambois)
- Nita Talbot (Marsha Dalton)
- Jared Martin (Harry Alexander) (VF : Francis Lax)
- Aneta Corsaut (Infirmière)
- Victor Millan (Det. Flores) (VF : Pierre Fromont)
- Kenneth Sansom (Paul)
- Patsy Garrett (Femme de ménage)
- Murray MacLeod (Dr. Simpson) (VF : Daniel Gall)
- Ron Stokes (Tom)
- Leonard Simon (Dr. Michaelson) (VF : Marc Cassot)

Edmund Hidemann est l'un des meilleurs cardiologues américains. Il travaille dans une clinique réputée de Los Angeles. Le docteur est reconnu internationalement pour ses travaux universitaires, d'ailleurs un confrère étranger lui propose de l'aider pour terminer avec lui l'étude en cours portant sur des médicaments, retardant ainsi la publication pour un an. Bourreau de travail, et âgé, Hidermann fait un début d'infarctus un après-midi et se trouve à devoir être opéré le soir-même par son assistant et confrère, le docteur Mayfield.
Ce dernier a volé et décacheté secrètement un télégramme qui est pour le docteur Hidermann. Il sait ainsi que la publication de  l'étude médicale en cours sera retardée. Il a une faim de notoriété insatiable et ne veut pas attendre. 
Il décide de profiter de l'opération à venir (un pontage coronarien) pour le tuer à retardement. 
Pour réaliser ce pontage, le Dr Mayfield utilise durant l'opération des fils de suture résorbables catgut en lieu et place de fils classiques réglementaires. La couleur est normalement différente mais il les a teints pour faire illusion. Cela condamne donc le patient à une mort certaine dans les jours qui suivent par rupture de vaisseaux.
L'infirmière de bloc opératoire, Sharon Martin, assiste le Docteur Mayfield durant l'intervention et range le matériel une fois l'opération terminée. Elle découvre le pot-aux-roses en remarquant des débris de fils teints. 
Le Dr Mayfield se rend compte qu'elle a compris sa manœuvre et chacun se confronte. Le Docteur la met au défi d'agir. Elle se dépêche de prendre contact au téléphone avec une association médicale pour apprendre la démarche à réaliser pour avertir qui de droit. Le Docteur Mayfield écoute discrètement l'appel avec l'écouteur dans une autre pièce et comprend qu'elle prend véritablement le problème au sérieux. Elle n'a cependant pas le temps de terminer son témoignage puisqu'il est très tard et qu'une partie des interlocuteurs ne sera disponible que le lendemain. Le Docteur la tue le soir même de l'intervention sur le parking du personnel médical, près de la voiture qu'elle s'apprêtait à conduire. Il lui subtilise ses clés (probablement pour en faire un double).
Le lendemain matin, après avoir patienté que la colocataire de Sharon Martin sorte de l'appartement, l'assassin saccage les lieux, place dans sa salle de bain, derrière un évier, des produits médicaux règlementés et potentiellement sujets à trafics qu'il a pris préalablement dans une armoire à pharmacie de l'hôpital pour que les policiers soient sur la piste d'une affaire de vol et de revente de médicaments qui expliquerait l'assassinat. 
Columbo enquête sur le décès de l'infirmière. L'attitude du Dr Mayfield lui est vite suspecte, d'autant plus lorsqu'il souffle à la colocataire de la défunte le nom d'un suspect potentiel. Mais, au terme d'un entretien avec cet ex-drogué, Columbo parvient à la certitude que celui-ci n'est pas impliqué. Il le dit au Dr Mayfield qui se rend alors chez ce dernier pour le compromettre en lui injectant de la drogue après l'avoir chloroformé. Mais il lui a piqué le bras gauche, ce qui était impossible pour cet homme qui est gaucher. 
Cette machination ratée achève de convaincre Columbo que le Dr Mayfield, seul à avoir accès à l'armoirette contenant la morphine subtilisée, est au cœur de cette affaire.
Et quand il apprend que du fil résorbable a pu être utilisé par le Dr Mayfield pour opérer son collègue, il menace Mayfield de faire pratiquer une autopsie sur le corps du Dr Hidemann s'il lui arrivait malheur.
Le chirurgien n'a alors plus qu'une solution : réitérer l'opération sous un prétexte qu'il aura provoqué et faire ainsi disparaître le fil résorbable qu'il avait utilisé lors de la première opération.
- Un assassinat à retardement n'est pas dans les standards de la série mais plusieurs épisodes emploient cette technique d'une mort assez lointaine dans le temps.
- Le Dr Mayfield se retrouve à devoir empêcher son projet criminel d'être mené à son terme. Cela est unique pour toute la série : une tentative de meurtre déjà enclenchée devant être arrêtée.
- Le Dr Mayfield se retrouve à devoir empêcher son crime en gestation car il reçoit dans son bureau un Columbo furieux et intraitable, lui tenant tête avec une colère froide qui glace efficacement le médecin tétanisé par ce comportement. Pour la première fois de toute la série, le lieutenant perd en effet son sang-froid légendaire. En haussant le ton avec vigueur, il empoigne violemment une cafetière qu'il jette presque sur une table tout en avertissant son vis-à-vis qu'il ordonnera une autopsie si le Dr Hidemann venait à mourir « rapidement», autopsie qui ne manquerait pas de faire apparaître la faute préméditée du Dr Mayfield.
- Dans cette même scène se trouve un léger faux raccord : un peu avant que Columbo tape la cafetière de Mayfield sur le bureau, lorsqu'on voit Columbo de face, la pendule du docteur Mayfield se trouve derrière la cafetière, or quand on voit Columbo de dos, elle ne s'y trouve pas.
- Ce n'est qu'à la dernière minute de l'épisode que le lieutenant met la main sur la preuve irréfutable qu'il lui fallait et dont il avait pressenti la présence : le fil résorbable extrait par le Dr Mayfield du corps de son confrère.
- Anne Francis joue le court rôle de l'infirmière Martin. C’est sa seconde participation à Columbo, après l’épisode Accident.
- Une image de la salle d'opération extraite de cet épisode a été reprise dans le générique d'une autre série télévisée, L'Homme qui valait trois milliards.

## Épisode 7:Match dangereux
- États-Unis : NBC, 4 mars 1973
- France : TF1, 3 mai 1975

Edward M. Abroms
- Durée : 70 minutes

- Laurence Harvey (Emmett Clayton) (VF : Jacques Thébault)
- Lloyd Bochner (Mazoor Berozski) (VF : Jean Berger)
- Jack Kruschen (Tomlin Dudek) (VF : Jean-Henri Chambois)
- Heidi Brühl (Linda Robinson) (VF : Ginette Pigeon)
- Paul Jenkins (Sergent Douglas) (VF : Jacques Deschamps)
- Michael Fox (Dr. Benson) (VF : Georges Atlas)
- Oscar Beregi (restaurateur)
- Mathias Reitz (Anton)
- Drout Miller (1er journaliste)
- Manuel DePina (2e journaliste) (VF : Albert Augier)
- Stuart Nisbet (Dr. Sullivan)
- Abigail Shelton (infirmière) (VF : Jane Val)
- John Finnegan (1er ouvrier)

Emmett Clayton est un jeune champion américain d'échecs tenant du titre national américain. Tomlin Dudek est un vétéran et champion soviétique. Un tournoi international se prépare à Los Angeles entre les deux hommes. À l'insu de leurs accompagnateurs respectifs qu'ils ont laissé à l'hôtel, les deux joueurs parviennent à se rencontrer de manière non officielle dans un restaurant de la ville. Ils y dînent de plats d'escargots que le Russe, assujetti à un régime médical strict, dévore goûlument, lui qui n'a pas pu en consommer depuis des années. Les deux hommes sont à la veille de la confrontation officielle et jouent une partie ensemble en utilisant les nappes à carreaux sur leur table. Or, au grand désespoir de l'Américain, c'est le Soviétique qui remporte la partie, très aisément. 
Face à un tel adversaire, l'Américain comprend qu'il est à la veille de perdre la face en public lors de leur confrontation du lendemain. En rentrant discrètement par le sous-sol de l'hôtel où ils logent tous les deux, il lui fait écrire sous un prétexte fallacieux une note en Russe comportant des excuses. Ensuite, il le précipite dans le compacteur d'ordures du bâtiment. La note dans la poche du Soviétique est là pour donner corps à une tentative de fuite à l'étranger avortée par une chute involontaire dans le compacteur. Étant de grande carrure, le vieux Soviétique survit malgré tout à l'attaque tout en restant dans le coma à l'hôpital.
- La trame de fond de cet épisode diffusé en 1973 (un jeune champion habitant un pays de l'Ouest, et qui refuse de perdre face à un vieux champion malade) est sans doute inspirée par le championnat du monde d'échecs 1972 qui a opposé à Reykjavik le challenger américain Bobby Fischer au tenant du titre soviétique Boris Spassky. Ce championnat du monde, remporté par Fischer, a été très médiatisé à l'époque, parce qu'il opposait un Américain à un Soviétique dans un contexte international de guerre froide, mais aussi en raison de la personnalité singulière de Fischer.
- Le chien de Columbo a subi une opération au début de l'épisode.
- Le meurtre est particulièrement long à arriver puisque la victime, dans le coma, meurt tardivement dans l'épisode. Il est à ce propos étonnant que l'hôpital en charge des soins de la victime ait fait venir des médicaments de l'extérieur.
- La partie d'échecs disputée dans la chambre d'hôtel entre Emmet Clayton et Tomlin Dudek est inspirée d'une confrontation ayant eu lieu entre Wim Wolthuis et Conel Hugh O'Donel Alexander en 1946 à Maastricht[1].
- Une scène de jeu d'échecs est très improbable : on y voit le champion E. Clayton être victime lors d'une partie simultanée du mat dit de l'idiot. Ce mat peut ne survenir qu'après deux premiers coups extrêmement faibles et il est aisément évité par tout débutant possédant un minimum de bases sur les ouvertures. De plus, les ouvertures classiques utilisées par les grands maîtres internationaux ne permettent pas ce mat. Il est donc impossible - quel que soit son état psychologique ou sa forme - qu'un champion permette à un adversaire de lui placer ce mat.
- La vedette de cet épisode, Laurence Harvey, était gravement malade d'un cancer de l'estomac. Il est décédé au mois de novembre de la même année.
- Columbo nous indique dans cet épisode que son chien n'a pas de nom (ce détail revient plusieurs fois dans la série).
- C'est une des rares fois où Columbo roule avec sa 403 décapotée.

## Épisode 8:Double Choc
- États-Unis : NBC, 25 mars 1973
- France : 1re Chaîne ORTF, 29 novembre 1974

Robert Butler
- Photographie : Harry L. Wolf (crédité Harry Wolf)
- Musique : Dick De Benedictis (et Henry Mancini pour le thème Sunday Mystery)
- Durée : 73 minutes

- Martin Landau (Dexter Paris/Norman Paris) (VF : Jacques Thébault)
- Jeanette Nolan (Mme Peck) (VF : Sylvie Deniau)
- Tim O'Connor (Mike Hathaway) (VF : Jean-François Laley)
- Julie Newmar (Lisa Chambers) (VF : Perrette Pradier)
- Paul Stewart (Clifford Paris) (VF : Émile Duard)
- Dabney Coleman (Inspecteur Murray) (VF : Jacques Deschamps)
- Kate Hawley (Mrs. Johnson)
- Michael Richardson (Jeune banquier) (VF : Bernard Murat)
- Robert Rothwell (2e inspecteur) (VF : Jacques Deschamps)
- Gregory Morton (Banquier âgé) (VF : Claude Bertrand)
- Tony Cristino (Stickman)
- Marc Singer (un jeune docteur non crédité) (VF : Bernard Murat)

Clifford Paris, homme riche et âgé qui vit dans une grande demeure, va bientôt se marier avec Lisa, une jeune femme de plusieurs dizaines d'années plus jeune que lui. 
Le neveu de Clifford vient lui parler alors qu'il est dans son bain, et l'électrocute en jetant dans sa baignoire un batteur à œufs préalablement branché sur une prise de courant. Cela provoque un court-circuit, remarqué par la gouvernante qui regardait la télévision dans une autre pièce.
Plus tard dans la soirée, Lisa, venue retrouver Clifford, le découvre mort dans sa salle de gymnastique. 
Columbo, dépêché sur les lieux, soupçonne que le défunt a été déplacé par l'assassin qui l'a séché et vêtu d'une robe de chambre puis positionné sur un appareil de musculation en fonctionnement afin de simuler une crise cardiaque. Il songe à cela lorsqu'il constate que le savon, la baignoire et une serviette sont encore humides dans la salle de bain, ce qui indique, vu sous cet angle, que Clifford était dans sa baignoire avant de faire du sport. Trouvant cela surprenant, vu que c'est l'inverse qui se fait généralement, il ordonne une autopsie.
Nous découvrons alors que Clifford avait deux neveux jumeaux monozygotes, Dexter et Norman Paris. Les deux frères, qui se haïssent, se ressemblent physiquement en tous points mais diffèrent néanmoins par leur métier, leur façon de s'habiller et leurs manières. Dexter est animateur d'émission télévisée culinaire. Norman est banquier avec une dépendance au jeu. 
- C'est Martin Landau qui joue le rôle des deux frères. Il était à cette époque-là déjà une grande vedette pour son rôle de Rollin Hand dans Mission impossible. Ayant quitté la série, n’ayant pu s’accorder sur son salaire avec les producteurs, Martin Landau jouera ensuite dans la série Cosmos 1999 avec Barbara Bain, sa femme et sa partenaire dans Mission Impossible.

Nous remarquerons justement un clin d'œil des scénaristes à la série "Mission Impossible". Dans cette saison 2 de Columbo nous retrouvons Leonard Nimoy dans l'épisode 6 (le spécialiste), et Martin Landau dans cet épisode 8. Martin Landau avait été remplacé dans Mission Impossible par Leonard Nimoy qui s'appelait 'Paris' dans la série et qui est le nom de famille de Martin Landau dans cet épisode "Double Choc".
- La fiancée Lisa Chambers est interprétée par Julie Newmar, plus connue pour son rôle de Catwoman dans la série Batman (1966).
- La scène de l'émission de cuisine a été totalement improvisée, ce qui en fait l'une des scènes les plus mémorables et drôles de la série. En effet, on est face à Peter Falk perturbé par les caméras et les improvisations de Martin Landau, ce qui rend ce dernier totalement hilare.
- À la différence de la plupart des autres épisodes de Columbo, il faut attendre la dernière scène pour savoir qui a vraiment tué Clifford ;  en effet, le coupable au moment du crime est l'un des jumeaux. Néanmoins, l'esprit de la série est conservé dans la mesure où les deux frères sont en fait complices ; on peut donc considérer que le spectateur connaissait le coupable sans en avoir conscience.
- Le panneau Welcome to Fabulous Las Vegas apparaît dans cet épisode.
- Ce téléfilm marque l'une des premières apparitions de Marc Singer. Par la suite, l'acteur apparaîtra entre autres dans les séries La Planète des singes, V et Les Feux de l'amour. Il incarnera également Dar l'Invincible au cinéma.